# Димитрије Анђео Дука
Димитрије Анђео Дука (грчки: Δημήτριος Ἀγγελοδούκας; умро после 1246) је био солунски деспот од 1244. до 1246. године, као вазал никејског цара.

## Биографија
Рођен је око 1220. године. Био је син епирског деспота и солунског цара Теодора Комнина Дуке и Марије Петралифене. Такође је био праунук византијског цара Алексија I Комнина (1081-1118) и царице Ирине Дукине, као и рођак цара Исака II Анђела (1185-1195, 1203-1204) и Алексија III Анђела (1195-1203), водећи порекло од Константина Анђела, родоначелника византијске царске династије. Презиме "Анђео" понео је како би се повезао са византијском царском породицом која је била племенитијег порекла од Дука и Комнина. Димитрије је користио презиме "Анђео Дука", каквим га у изворима срећемо 25. септембра 1244. године.
Димитријев отац Теодор владао је Епирском деспотовином од 1215. године. Теодор је 1224. године освојио Краљевство Солун и основао Солунско царство, које је било један од носилаца наследних права срушеног Византијског царства, насупрот Никејском царству формираном у Малој Азији. Теодор је у наредним годинама покушао ослободити Цариград од латинске власти. Његове акције окончане су битком код Клокотнице у којој је заробљен и ослепљен од стране бугарског цара Јована Асена II. Теодорово царство се урушило, а већи делови Тракије, Македоније и Албаније дошли су под управу Бугара. Теодоров брат Манојло успео је да се спаси погибије код Клокотнице и преузме власт у Солуну, где је владао као вазал Јована Асена II.
Када се Теодорова ћерка Ирина удала за Јована Асена 1237. године, он је пуштен из заробљеништва. Теодор је дошао у Солун и свргао свог брата Манојла. Међутим, будући да је био слеп, поставио је на престо свога старијег сина Јована. Никејски цар Јован III Ватац, користећи се слабошћу Бугарског царства након смрти Јована Асена, покренуо је 1244. године поход против Солуна, приморавши Јована да прихвати његово сизеренство и царску титулу. Солунски владар добио је титулу деспота.
Теодор се повукао у Водену. Јован је умро 1244. године, а наследио га је брат Димитрије (пре 25. септембра 1244. године). Јован Ватац је доделио титулу деспота новом солунском владару. Димитрије није уживао подршку солунске властеле која је покушавала да се побуни и свргне га са престола. Властели није одговарала Димитријева провизантијска политика. Димитријев положај се погоршао 1246. године, када је Ватац покренуо још један поход ка Европи. Три месеца он је нападао Тракију и подвргао већи део Македоније под своју власт. Солунски побуњеници обратили су му се за помоћ, нудећи му Солун без борбе, уколико свргне Димитрија. Ватацова војска дошла је пред град и приморала Димитрија да се склони у цитаделу. Ирина се заложила да јој брат не буде погубљен, али је Солун прешао под власт никејског цара. На чело града постављен је Андроник Палеолог. Димитрије се склонио у тврђаву Лентијану у Битинију, где је највероватније и умро. Година његове смрти није позната.